# MCMLXXXVII (album)
MCMLXXXVII je debutové studiové album českého kytaristy a hudebníka Pavla Hanuse vydané v roce 2018. Album je žánrově rozmanité a obsahuje třináct instrumentálních skladeb s výraznou kytarovou linkou. Nahrávání probíhalo s přestávkami během let 2015–2017 v nahrávacích studiích After Dark a Citron. Pavel Hanus si všechny nástroje (elektrické a akustické kytary, basovou kytaru, mandolínu, klávesy a bicí nástroje) nahrál zcela sám. O mix a mastering se postral Djordje Erić.

## Seznam skladeb
| Pořadí         | Název                             | Autor          | Délka |
| -------------- | --------------------------------- | -------------- | ----- |
| 1.             | Temptation                        | Pavel Hanus    | 3:58  |
| 2.             | Adrian (Father's Eyes)            | Pavel Hanus    | 3:23  |
| 3.             | Into The Fairytale And Back Again | Pavel Hanus    | 1:41  |
| 4.             | Outlaw                            | Pavel Hanus    | 3:10  |
| 5.             | Swing '87                         | Pavel Hanus    | 1:45  |
| 6.             | Autumn Mood                       | Pavel Hanus    | 2:28  |
| 7.             | Echoes From A Distance            | Pavel Hanus    | 4:09  |
| 8.             | Impression Of Myself              | Pavel Hanus    | 2:48  |
| 9.             | Katharsis                         | Pavel Hanus    | 3:53  |
| 10.            | Farewell                          | Jiří Vodička   | 2:34  |
| 11.            | Ecstasy, Euphory And Dreams       | Pavel Hanus    | 3:35  |
| 12.            | Crazy Dance                       | Pavel Hanus    | 2:53  |
| 13.            | Garden Of Roses                   | Pavel Hanus    | 4:02  |
| Celková délka: | Celková délka:                    | Celková délka: | 40:19 |